# 120-celule icosaedric
În geometrie 120-celule icosaedric sau icosaplexul este un politop cvadridimensional stelat regulat. Cele 120 de celule ale sale sunt icosaedre. Are 120 de vârfuri, 720 de laturi și 1200 de fețe. Are simbolul Schläfli {3,5,5/2}. Este unul dintre cele 10 politopuri Schläfli–Hess regulate.
Este construit de 5 icosaedre în jurul fiecărei laturi, formând o figură pentagramică. Figura vârfului este marele dodecaedru.

## Politopuri înrudite
Are același aranjament al laturilor ca și 600-celule, marele 120-celule și largul 120-celule și are în comun cele 120 de vârfuri cu toate celelalte politopuri Schläfli–Hess, cu excepția marelui larg 120-celule stelat (altă stelare a 120-celule).
| H4   | -            | F4      |
| ---- | ------------ | ------- |
| [30] | [20]         | [12]    |
| H3   | A2 / B3 / D4 | A3 / B2 |
| [10] | [6]          | [4]     |

Ca 600-celule fațetat, înlocuind celulele simpliciale ale 600-celule cu celule icosaedrice de politop pentagonal, ar putea fi văzut ca un analog cvadridimensional al marelui dodecaedru, în care se înlocuiesc fețele triunghiulare ale icosaedrului cu fețe pentagonale. 120-celule icosaedric este dual cu micul 120-celule stelat, care ar putea fi considerat un analog cvadridimensional al micului dodecaedru stelat, dual de marele dodecaedru. Cu dualul său poate forma compusul de 120-celule icosaedric și micul 120-celule stelat.